# So de la parla
Lingüísticament, un so és el menor segment en què podem dividir la tira fònica. Cadascun dels sons està format unes determinada seqüència d'ones sonores que els aparells d'anàlisi acústica poden caracteritzar i distingir d'un altre so, que estarà format per una seqüència amb unes ones sonores diferents. L'orella humana és capaç de distingir les parelles de sons més dissemblants, que són els que pertanyen a fonemes diferents; en canvi, la majoria dels parlants d'una llengua no poden diferenciar els sons més similars entre ells, concretament els que pertanyen al mateix fonema. Aquests sons tan semblants només els distingeixen els aparells d'anàlisi acústica i les persones entrenades. Per exemple, qualsevol parlant català sap distingir el so ema (de mas) del so pe (de pas); però només les persones entrenades poden distingir l'oclusiva (de dona) de l'aproximant (de seda).

## Classificació dels sons de la parla
- Sons no pneumàtics o clics
- Sons pneumàtics
  - Sons inspiratius
  - Sons expiratius